# 膨胀两极虫
膨胀两极虫（学名：Myxidium ventricosum）为两极科两极虫属的动物。分布于俄罗斯以及黑龙江流域等，营寄生生活，寄生在黑龙江茴鱼的肾和输尿管。